# Boethos (Toreut II)
Boethos (griechisch Βόηθος) war ein antiker griechischer Toreut (Metallbildner), der wahrscheinlich in hellenistischer Zeit aktiv war.
Boethos ist einzig von einer Erwähnung im wohl fälschlich Vergil zugeschriebenen Epyllion Culex erwähnt. Hier werden die Treibarbeiten dieses Kunsthandwerkers erwähnt, ohne weitere Details zu seiner Person zu nennen. Aus dem Kontext ist nicht zu erschließen, ob es sich bei diesem Boethos um eine eigenständige Person, oder eine mit einem anderen Kunsthandwerker identische Person handelt. Das Künstlerlexikon der Antike kennt neben ihm noch acht weitere Namensträger, darunter drei weitere Boethoi, die auch alle in hellenistischer Zeit wirkten. Überlieferte Werke wären nur zuweisbar, wenn es sich bei ihm um Boethos von Kalchedon handeln würde.

## Einzelbelege
1. ↑  Culex 67

| Personendaten    | Personendaten                                              |
| ---------------- | ---------------------------------------------------------- |
| NAME             | Boethos                                                    |
| ALTERNATIVNAMEN  | Βόηθος (altgriechisch)                                     |
| KURZBESCHREIBUNG | antiker griechischer Toreut                                |
| GEBURTSDATUM     | zwischen 4. Jahrhundert v. Chr. und 1. Jahrhundert v. Chr. |
| STERBEDATUM      | zwischen 3. Jahrhundert v. Chr. und 1. Jahrhundert v. Chr. |